# Christian Albrecht von Benzon
Christian Albrecht von Benzon (11. juli 1816 i København – 3. september 1849 i Paris) var en dansk maler.

## Baggrund og uddannelse
Han var søn af kammerjunker Jakob von Benzon til stamhuset Christiansdal, Tirsbæk samt Ågård og operasanger ved Det Kongelige Teater Sophie Catharine Holm. Han tilhørte den bekendte benzonske familie på Fyn.
Han kom først temmelig sent til at dyrke kunsten for alvor, navnlig tilskyndet af en farbroder, som satte igennem, at han besøgte Kunstakademiet i København (1833-36); men han gav sig ikke tid til at vinde dets medaljer. I 1835 malede han et portræt af H.C. Andersen (nu i Det Nationalhistoriske Museum på Frederiksborg Slot), som denne selv fandt "ganske skrækkeligt". Det er stukket af Weger i Leipzig til H.C. Andersens samlede skrifter. For øvrigt udstillede Benzon her fra 1836 til 1846 en del portrætter og genrebilleder og et enkelt historisk billede.

## Succes i Düsseldorf og Paris
Ansporet af sin professor J.L. Lund rejste Benzon i 1840 eller 1841 til Düsseldorf, hvor hans talent synes at have udviklet sig. Et derfra i 1842 hjemsendt billede Den sidste tilståelse skal have vakt megen opsigt, såfremt det, hvad alt taler for, er det samme, som også kaldes En synder på sit dødsleje eller Don Juans død. Anger, fortvivlelse og samvittighedsnag skulle heri have været udtrykte med en gribende sandhed. Knud den Helliges død (1843), som blev udstillet her 1844 efter fortegnelsens trykning, synes at have gjort lykke i Tyskland og omtales rosende af H.C. Andersen i hans levned. I Düsseldorf giftede han sig med malerinden Marie Therese Hubertine Rosalie Cazin, og deres hjem blev et kulturelt samlingspunkt, det brillanteste i byen ifølge maleren Elisabeth Jerichau Baumann.
Benzon rejste 1845 til Paris, hvorfra han i 1846 hjemsendte til Charlottenborg Forårsudstilling i København Normannerhøvdingen Hastings indtager en italiensk stad ved list. Af senere arbejder, som ikke har været udstillede her, nævnes Ludvig IV af Frankrig erkender i Rouen, i Harald Blåtand af Danmarks nærværelse, Richard I og hans efterkommere for hertuger af Normandiet, for hvilket han af Louis Philippe fik en guldmedalje. Maleriet tilhører rådhuset i Rouen. Guldmedaljen forhindrede dog ikke, at Benzon blev sat i gældsfængsel, hvor han døde af kolera i Paris den 30. september 1849.
Benzon tilhørte Düsseldorfskolen, som i Danmark blev afvist af kunsthistorikeren N.L. Høyen; især på grund af skolens foretrukne mørke, bruntonede farveholdning.

## Værker
- Portræt af H.C. Andersen (1835, Det Nationalhistoriske Museum på Frederiksborg Slot)
- Knud den Helliges drab i Skt. Albani Kirke 1086 (1843, Fyns Kunstmuseum)
- Normannerhøvdingen Hastings indtager en italiensk stad med list (1846)
- Ludvig IV af Frankrig erkender i Rouen, i Harald Blåtand af Danmarks nærværelse, Richard I og hans efterkommere for hertuger af Normandiet (Rådhuset i Rouen)

Repræsenteret i Den Kongelige Kobberstiksamling